# Sport Club Marsala 1973-1974
Questa pagina raccoglie i dati riguardanti lo Sport Club Marsala nelle competizioni ufficiali della stagione 1973-1974.

## Stagione
Nella stagione 1973-1974 il Marsala disputò il campionato di Serie C raggiungendo il 17º posto. 
Coppa Italia Semiprofessionisti venne inserita nel girone 29 con Trapani e Massiminiana classificandosi ultima.

## Divise e sponsor
I colori sociali dello Sport Club Marsala sono l'azzurro ed il bianco.
| Casa | Trasferta |

## Rosa
| N. |                   | Ruolo | Calciatore         |
| -- | ----------------- | ----- | ------------------ |
|    | Italia (bandiera) | P     | Baldassare Nastasi |
|    | Italia (bandiera) | P     | Antonino Trapani   |
|    | Italia (bandiera) | D     | Claudio Bianco     |
|    | Italia (bandiera) | D     | Luigi Carducci     |
|    | Italia (bandiera) | D     | Aldo Fina          |
|    | Italia (bandiera) | D     | Gianluigi Gavino   |
|    | Italia (bandiera) | D     | Mario Menconi      |
|    | Italia (bandiera) | D     | Nino Palermo       |
|    | Italia (bandiera) | D     | Massimo Pieroni    |
|    | Italia (bandiera) | D     | Giovanni Petrone   |

| N. |                   | Ruolo | Calciatore        |
| -- | ----------------- | ----- | ----------------- |
|    | Italia (bandiera) | D     | Mario Possamai    |
|    | Italia (bandiera) | D     | Giuseppe Ruggiano |
|    | Italia (bandiera) | C     | Giorgio Gennari   |
|    | Italia (bandiera) | C     | Ulderico Turri    |
|    | Italia (bandiera) | A     | Catello Esposito  |
|    | Italia (bandiera) | A     | Bruno Martelli    |
|    | Italia (bandiera) | A     | Luigi Peronace    |
|    | Italia (bandiera) | A     | Vincenzo Pipitone |
|    | Italia (bandiera) | A     | Gaspare Umile     |

## Calciomercato
| Acquisti | Acquisti           | Acquisti              | Acquisti |
| R.       | Nome               | da                    | Modalità |
| -------- | ------------------ | --------------------- | -------- |
| D        | Bianco Claudio     | Orbetello             | -        |
| P        | Esposito Catello   | Sorrento              | -        |
| A        | Gavino Gianluigi   | Entella               | -        |
| D        | Gennari Giorgio    | Bologna               | -        |
| C        | Martelli Bruno     | Ragusa                | -        |
| A        | Nastasi Baldassare | Folgore Castelvetrano | -        |
| P        | Petrone Giovanni   | Folgore Castelvetrano | -        |
| D        | Umile Gaspare      | Napoli                | -        |

| Cessioni | Cessioni | Cessioni | Cessioni |
| R.       | Nome     | a        | Modalità |
| -------- | -------- | -------- | -------- |

## Risultati

### Coppa Italia Semiprofessionisti

#### Fase eliminatoria a gironi
| 26 agosto 1973 | Marsala | 0 – 0 | Trapani |  |

| 2 settembre 1973 | Massiminiana | 3 – 1 | Marsala |  |

| 5 settembre 1973 | Trapani | 0 – 0 | Marsala |  |

| 12 settembre 1973 | Marsala | 0 – 0 | Massiminiana |  |

## Statistiche

### Statistiche dei giocatori
| Giocatore   | Serie C  | Serie C | Coppa Italia Semiprofessionisti | Coppa Italia Semiprofessionisti | Totale   | Totale |
| Giocatore   | Presenze | Reti    | Presenze                        | Reti                            | Presenze | Reti   |
| ----------- | -------- | ------- | ------------------------------- | ------------------------------- | -------- | ------ |
| C. Bianco   | 23       | 0       | ?                               | ?                               | 23+      | 0+     |
| L. Carducci | 31       | 0       | ?                               | ?                               | 31+      | 0+     |
| C. Esposito | 19       | 0       | ?                               | ?                               | 19+      | 0+     |
| A. Fina     | 8        | 0       | ?                               | ?                               | 8+       | 0+     |
| G. Gavino   | 38       | 0       | ?                               | ?                               | 38+      | 0+     |
| G. Gennari  | 35       | 5       | ?                               | ?                               | 35+      | 5+     |
| A. Grimaldi | 1        | 0       | ?                               | ?                               | 1+       | 0+     |
| B. Martelli | 29       | 3       | ?                               | ?                               | 29+      | 3+     |
| B. Nastasi  | 5        | -?      | ?                               | ?                               | 5+       | 0+     |
| A. Palermo  | 38       | 0       | ?                               | ?                               | 38+      | 0+     |
| L. Peronace | 18       | 4       | ?                               | ?                               | 18+      | 4+     |
| G. Petrone  | 35       | 0       | ?                               | ?                               | 35+      | 0+     |
| M. Pieroni  | 7        | 0       | ?                               | ?                               | 7+       | 0+     |
| V. Pipitone | 1        | 0       | ?                               | ?                               | 1+       | 0+     |
| M. Possamai | 19       | 0       | ?                               | ?                               | 19+      | 0+     |
| G. Ruggiano | 18       | 0       | ?                               | ?                               | 18+      | 0+     |
| A. Trapani  | 33       | -?      | ?                               | ?                               | 33+      | 0+     |
| U. Turri    | 30       | 0       | ?                               | ?                               | 30+      | 0+     |
| G. Umile    | 31       | 8       | ?                               | ?                               | 31+      | 8+     |